# Алмали (Жетисайський район)
Алмали́ (каз. Алмалы) — село у складі Жетисайського району Туркестанської області Казахстану. Входить до складу Макталинського сільського округу.
У радянські часи село називалось Отділення № 4 совхоза Махтали, до 2000 року — Комунізм.
Населення — 1101 особа (2021; 1109 у 2009, 917 у 1999, 754 у 1989).